# 21799 Чочарія
21799 Чочарія (21799 Ciociaria) — астероїд головного поясу, відкритий 1 жовтня 1999 року.
Тіссеранів параметр щодо Юпітера — 3,150.